# Gran Premio Miguel Indurain 2019
Il Gran Premio Miguel Indurain 2019, sessantatreesima edizione della corsa e ventunesima con questa denominazione, valevole come evento dell'UCI Europe Tour 2019 categoria 1.1, si svolse il 6 aprile 2019 su un percorso di 192,9 km, con partenza e arrivo a Estella, in Spagna. La vittoria fu appannaggio del francese Jonathan Hivert, il quale completò il percorso in 4h47'56", alla media di 40,197 km/h, precedendo lo spagnolo Luis León Sánchez e il colombiano Sergio Higuita.
Sul traguardo di Estella 89 ciclisti, su 123 partenti, portarono a termine la competizione.

## Squadre e corridori partecipanti
| N.    | Cod. | Squadra                       |
| ----- | ---- | ----------------------------- |
| 1-7   | MOV  | Movistar Team                 |
| 11-16 | MTS  | Mitchelton-Scott              |
| 21-27 | AST  | Astana Pro Team               |
| 31-37 | UAD  | UAE Team Emirates             |
| 41-47 | TDE  | Direct Énergie                |
| 51-57 | COF  | Cofidis, Solutions Crédits    |
| 61-67 | W52  | W52/FC Porto                  |
| 71-77 | EUS  | Euskadi Basque Country-Murias |
| 81-87 | BBH  | Burgos-BH                     |

| N.      | Cod. | Squadra                   |
| ------- | ---- | ------------------------- |
| 91-97   | ICA  | Israel Cycling Academy    |
| 101-107 | TNN  | Team Novo Nordisk         |
| 111-117 | CJR  | Caja Rural-Seguros RGA    |
| 121-127 | MZN  | Manzana Postobón Team     |
| 131-137 | EUK  | Equipo Euskadi            |
| 142-147 | CDF  | Vito-Feirense-Pnb         |
| 151-157 | LOK  | Lokosphinx                |
| 161-167 | GUE  | Guerciotti-Kiwi Atlántico |
| 171-177 | RPB  | Rádio Popular-Boavista    |

## Ordine d'arrivo (Top 10)
| Pos. | Corridore         | Squadra      | Tempo    |
| ---- | ----------------- | ------------ | -------- |
| 1    | Jonathan Hivert   | Direct       | 4h47'56" |
| 2    | Luis León Sánchez | Astana       | a 9"     |
| 3    | Sergio Higuita    | Euskadi      | s.t.     |
| 4    | Mikel Nieve       | Mitchelton   | s.t.     |
| 5    | Carlos Verona     | Movistar     | s.t.     |
| 6    | Tadej Pogačar     | UAE          | s.t.     |
| 7    | Fernando Barceló  | Euskadi-Mur. | s.t.     |
| 8    | Jonathan Lastra   | Caja Rural   | a 21"    |
| 9    | Alexander Vdovin  | Lokosphinx   | a 24"    |
| 10   | Rubén Plaza       | Israel       | a 28"    |